# Elizabeth Swados
Elizabeth Swados (née le 5 février 1951 et morte le 5 janvier 2016) est une écrivaine, compositrice, musicienne et directrice artistique américaine. 

## Jeunesse et formation
Swados naît le 5 février 1951 à Buffalo (New York). Son père, Robert O. Swados (en), est un procureur ayant notamment collaboré avec Seymour H. Knox III (en) afin de faire des Sabres de Buffalo une équipe de la Ligue nationale de hockey,. Sa mère est une actrice et poète qui a du composer avec une dépression. Elle se suicide en 1974. Elizabeth Swados a également un frère aîné, Lincoln, atteint de schizophrénie, qui meurt en 1989. Swados souffrira également de dépression, qu'elle décrira dans son livre My Depression: A Picture Book (en), publié par Seven Stories Press (en) en 2014.
Swados étudie la musique et la création littéraire au Bennington College du Vermont. Elle obtient un B.A. en 1973. Au cours de ses études, elle est présentée à Ellen Stewart par Franz Marijnen (en). Il en résultera la participation de Swados au La MaMa Experimental Theatre Club de New York.
Collaborant avec Ellen Stewart, Andrei Șerban (en) et Peter Brook, Swados développe une forme d'expression artistique particulière. Ses compositions musicales pour Fragments of a Greek Trilogy (Medea, Electra et Trojan Women), pour La MaMa au début des années 1970 et pour Conference of the Birds de Peter Brook à la fin de la décennie, sont reconnues comme innovantes.
Swados est le sujet du court métrage documentaire The Girl with the Incredible Feeling (1977) de Linda Feferman (en).
Son autobiographie, The Four of Us, A Family Memoir paraît chez Farrar, Straus and Giroux en 1991.
Swados meurt le 5 janvier 2016 à la suite de complications survenues après une chirurgie réalisée dans le cadre de traitements contre un cancer de l'œsophage. Peu après sa mort, Diane Lane lui rend hommage en créant une bourse pour les éducateurs en arts.

## Œuvre
- (en)Shekhina (1971, musique)[12]
- (en)La Celestina, Or, the Spanish Bawd (1971, musique)[13]
- (en)Medea (1972, musique)[14]
- (en)Fragments of a Trilogy/Trilogy/Trojan Women (1974, musique)[15]
- Serban et Swados. (en)Crow (1974; La MaMa; basé sur l’œuvre de Ted Hughes[16]
- (en)Jilsa (1974, musique)[17]
- (en)The Good Woman of Setzuan (1975, musique)[18]
- (en)Jumpin's Salty (1975; Westbeth Playwrights Feminist Collective (en), musique)
- (en)Nightclub Cantata (1977; The Village Gate; basé sur des textes de Sylvia Plath, Pablo Neruda et d'autres poètes)[10]
- (en)Runaways (1978)
- (en)Dispatches, a Rock & Roll War (1979)
- (en)Comme il vous plaira (1980; La MaMa, musique)[19]
- (en)Alice in Concert (1980)
- (en)The Haggadah, a Passover Cantata (1980)[10]
- (en)The Three Travels of Aladin with the Magic Lamp (1982; La MaMa, musique)[20]
- (en)Enter Life (en) (1982, musique)
- (en)Lullabye and Goodnight (1982)
- (en)Doonesbury: A Musical Comedy (1983, musique)
- The Killing Floor (en) (1984, téléfilm)
- (en)Rap Master Ronnie (1984, musique)
- (en)Jerusalem (1983/1984, composition et adaptation)[10],[21],[22]
- (en)Mythos Oedipus (1985; La MaMa, musique)[23]
- (en)Religious Revelry - Esther: A Vaudeville Megillah (1988, écriture, composition et réalisation)[24]
- (en)The Red Sneaks (1989)
- (en)Jonah (1990)
- (en)Groundhog (1992)
- (en)Conscience and Courage Cantata (1994)
- (en)Jabu (2005)
- (en)The Beauty Inside (2005)
- (en)Missionaries in Concert (2005)
- (en)Mental Missiles (2006)
- (en)Spider Opera (2006)
- (en)Kaspar Hauser: A Foundling's Opera (2009; Flea Theater)[10]
- (en)The Great Divorce (2007)
- (en)Books Cook (2010; Atlantic Theater Company; conceived, composed, and directed by Swados)[10]
- (en)Resilient Souls (2010)[10]
- (en)Occupy Olympus (2013)
- (en)*mark (2014)
- (en)My Depression (The Up and Down and Up of It) (en) (2014; animated film)
- (en)The Nomad (2015)
- (en)The Golem (2015)

## Prix et distinctions
Swados a été nommée pour plusieurs Tony Awards dans les catégories meilleure comédie musicale, meilleure mise en scène pour une comédie musicale, meilleur livret de comédie musicale, meilleure partition originale et meilleure chorégraphie. Elle a également été nommée dans plusieurs catégories des Drama Desk Awards et a remporté un Obie Awards pour la réalisation de Runaways (en) en 1978. En 1980, l'Hobart and William Smith Colleges (en) lui remet un doctorat honorifique.